# 낭트 칙령

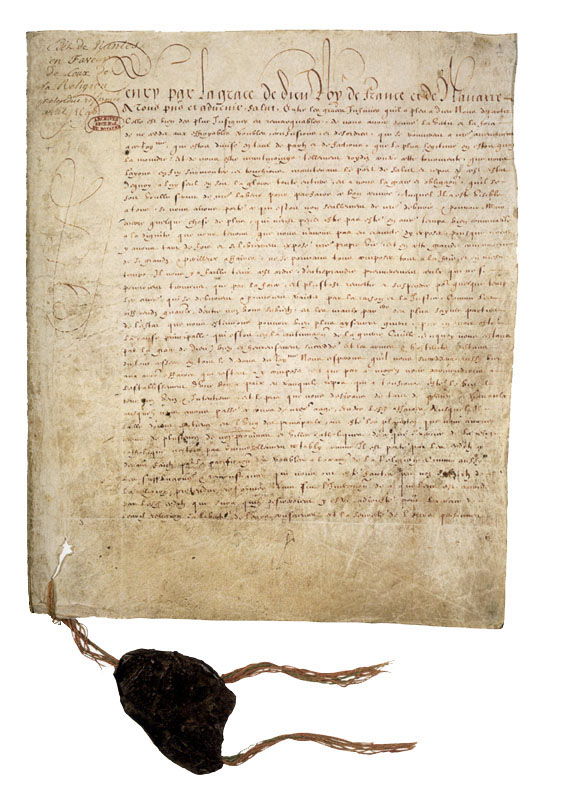
낭트 칙령 원본

낭트 칙령(프랑스어: Édit de Nantes 에디 드 낭트[*])은 앙리 4세가 1598년 4월 13일 선포한 칙령으로, 프랑스 내에서 가톨릭 이외에도 칼뱅주의 개신교 교파인 위그노의 종교적 자유를 인정하였다. 이로써 앙리 4세는 위그노 전쟁을 끝내고, 개신교와 가톨릭교도 사이에서 화합을 도모하였다. 낭트 칙령은 위그노에게 광범위한 종교적 자유를 주었으며 개인의 종교적 믿음에 대하여 사상의 자유를 인정한 첫 사례로 꼽힌다. 그러나 이 칙령은 1685년 10월 퐁텐블로 칙령으로 폐지되고 개신교는 다시 가톨릭교회의 탄압을 받게 된다.

## 배경
프랑스의 칼뱅주의 개신교도를 경멸하는 뜻으로 사용되는 위그노(프랑스어: Huguenot)는 동맹을 뜻하는 독일어 Eidgenossen에서 유래되었다. 루터와 칼뱅의 종교 개혁 이후 15세기에서 16세기에 걸쳐 성장한 위그노는 가톨릭을 국교로 삼고 있던 프랑스 왕정에 의해 계속하여 탄압받아왔다. 1562년 카트린 드 메디시스에 의해 위그노의 권리가 일부 인정된 상제르맹 칙령이 선포되었으나 양측 모두 불만이 가라앉지 않았고, 가톨릭 측이 위그노를 살해하기 시작하면서 위그노 전쟁이 시작되었다.
위그노 전쟁은 이후 30년 동안 간헐적으로 계속되었다. 1570년 양측은 휴전을 맺고 화평의 증거로 위그노인 나바르 국왕 앙리와 가톨릭 진영인 앙리 2세의 딸 마르그리트 드 발루아 사이의 결혼식을 치르기로 합의하지만, 앙리 2세의 아내이자 신부의 어머니였던 카트린 드 메디시스는 결혼식에 모여든 위그노를 한번에 없애기로 결심하고 성 바르톨로메오 축일의 학살을 일으킨다. 신랑은 간신히 살아남아 억류되었고 양측은 다시 전쟁을 벌이게 된다.
1589년 앙리 3세가 암살당하자 위그노전쟁은 왕위계승전의 양상을 띄고 국제적인 사건이 되었다. 당시 이미 종교개혁으로 가톨릭과 결별한 잉글랜드는 위그노 측을 지지하였고, 스페인은 가톨릭을 지지하였다.
나바르의 앙리는 왕위를 계승하기 위해 가톨릭으로 개종하는 대신, 위그노의 종교적 자유를 보장하기로 하고 낭트 칙령을 선포하게 되었다. 앙리 4세가 즉위함으로써 프랑스는 부르봉 왕가 시대를 맞이하게 된다.

## 칙령의 선포

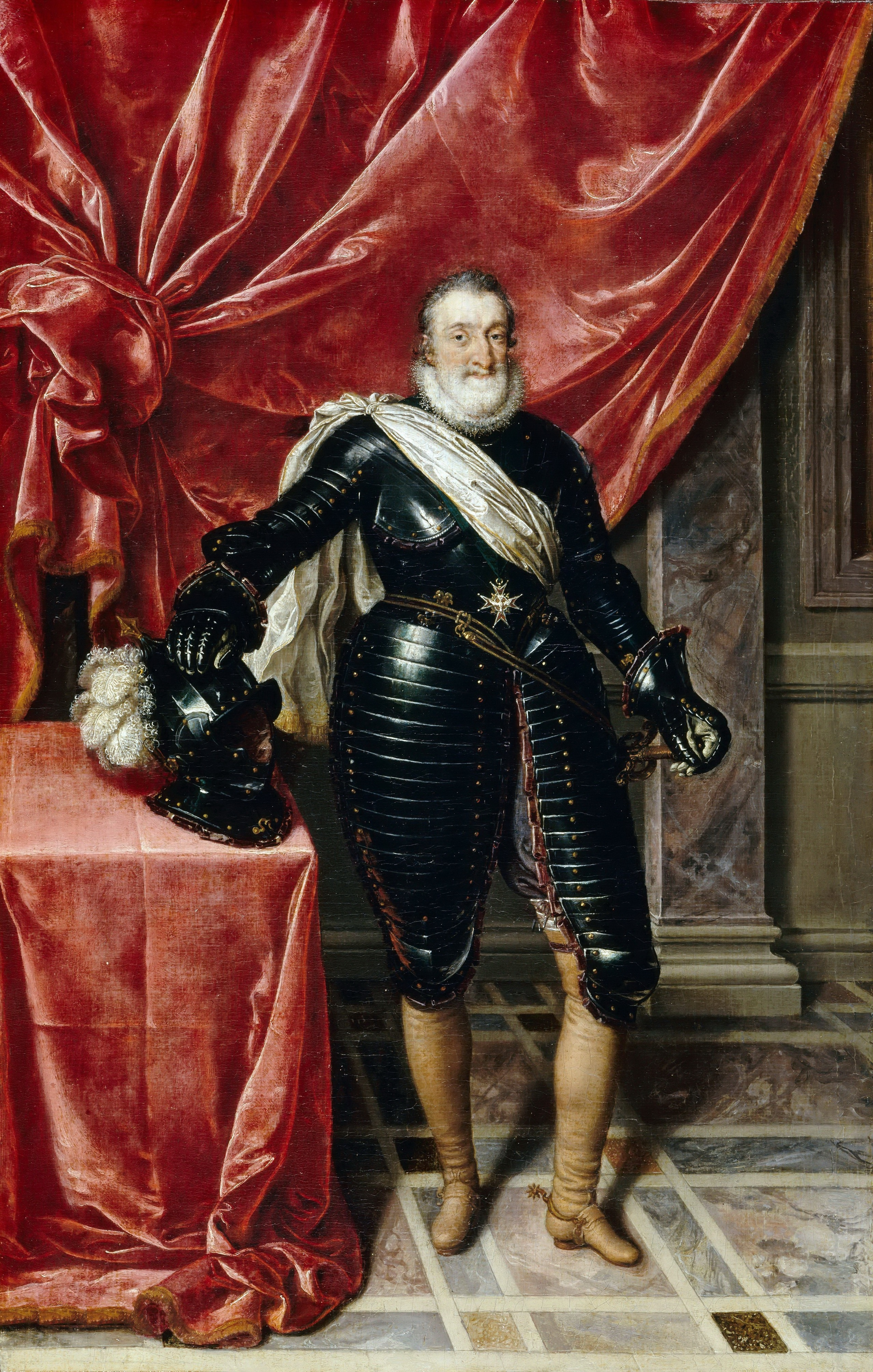
앙리 4세

앙리 4세는 1598년 4월 13일 낭트에서 개신교의 "특정한" 권리를 인정하는 칙령을 선포하였다. 두 개의 공증된 문서로 작성된 이 칙령은 파리를 제외한 다른 지역에서 개신교도가 모여 예배를 할 수 있으며, 개신교도의 보호를 위해 라 로셰에 병력을 주둔하고 그 비용은 해마다 18만 에쿠를 국왕이 지불하고, 위그노에게 위급한 상황이 발생할 것을 대비해 150개의 요세를 건설한다는 것과 같은 내용을 포함하고 있었다.
낭트 칙령이 선포됨으로써 위그노 전쟁은 종결되었다. 개신교를 탄압하던 법률은 폐지되었으며, 위그노는 신앙의 자유를 인정받게 되었다. 지난 프랑수아 1세 이래 가톨릭 이외의 신앙을 가진 자는 엄벌에 처해졌으며, 밀고자에게는 몰수재산의 4분의 1을 지급해왔었는데 이런 것들이 모두 폐지되었다.
낭트 칙령이 선포되자 교황 클레멘스 8세는 개신교의 신앙의 자유를 허락한 이 칙령에 대해 "세상에서 가장 사악한 것"이라며 즉각 비난하였다.

## 폐지

루이 14세

루이 14세는 가톨릭만을 국교로 인정함으로써 절대 왕정에 대한 교황청의 지원을 받고자 하였고, 1685년 10월 18일 퐁텐블로 칙령을 내려 낭트 칙령을 폐지하였다. 낭트 칙령이 폐지되자 위그노들은 신변 보장을 받지 못하게 되었고 많은 수가 해외로 이주하였다. 1685년에서 1689년 사이에 해외로 이주한 위그노는 20만명에서 30만명에 달한다. 상공업에 종사하는 부르주아 계급이었던 위그노들이 재산을 싸들고 해외로 이주하자 경제가 마비되는 지역이 속출하였다. 이렇게 해외로 이주한 위그노의 상당수는 네덜란드, 영국과 프로이센을 비롯해 북아메리카까지 퍼져나가 새로운 지역에 정착하였다. 크리스티안 하위헌스와 같은 수학자나 과학자들 역시 낭트 칙령이 폐지되자 프랑스 아카데미를 떠났다.
루이 16세가 관용 칙령을 선포한 1787년 이후에야 프랑스에서는 개신교가 다시 신앙의 자유를 인정받게 되었다.

## 같이 보기
- 퐁텐블로 칙령